# Milliméteres hullám

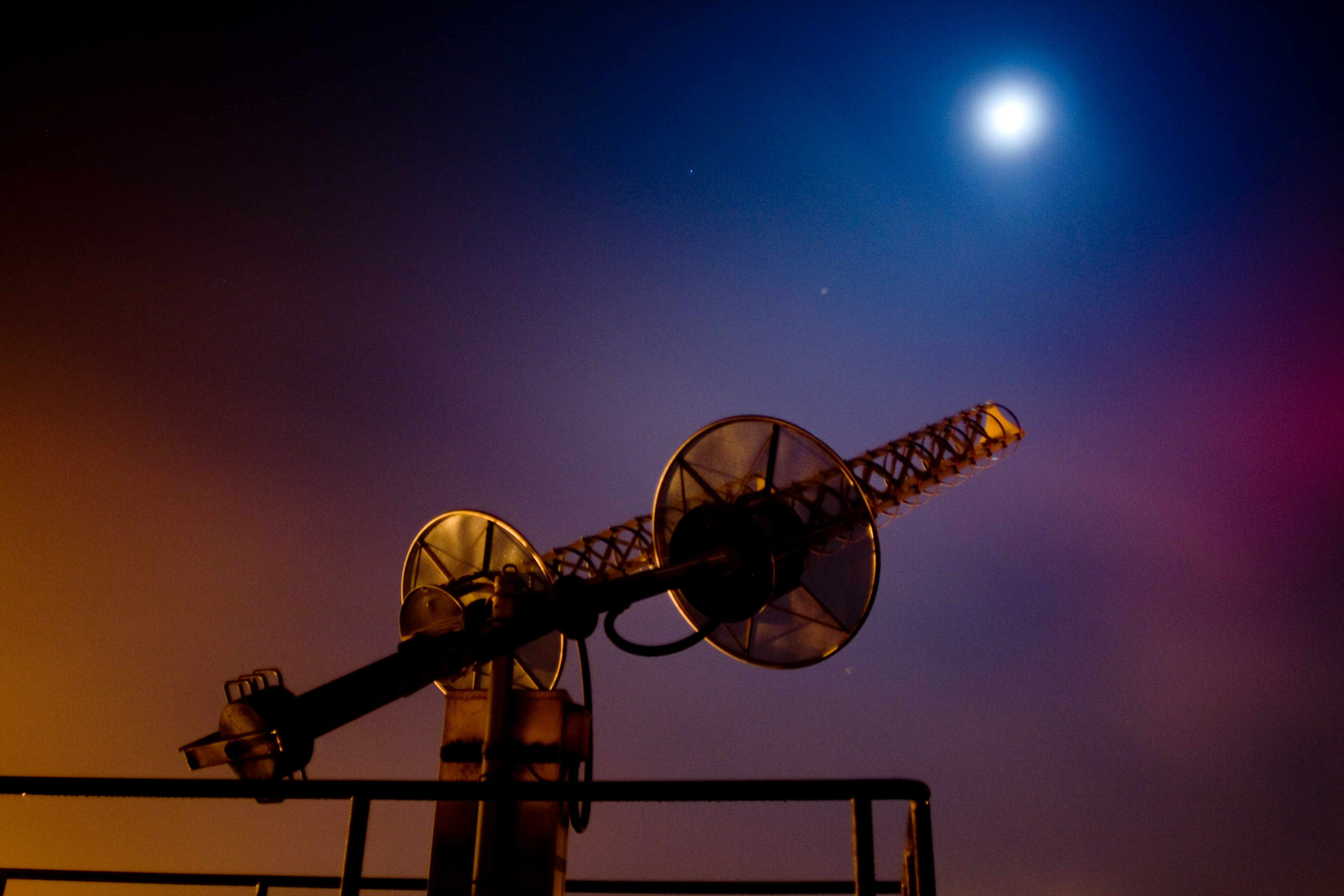
Katonai EHF antenna Nepálban (USA Haditengerészete)

Az elektromágneses spektrumban a mikrohullám és a centiméteres hullám között helyezkedik el

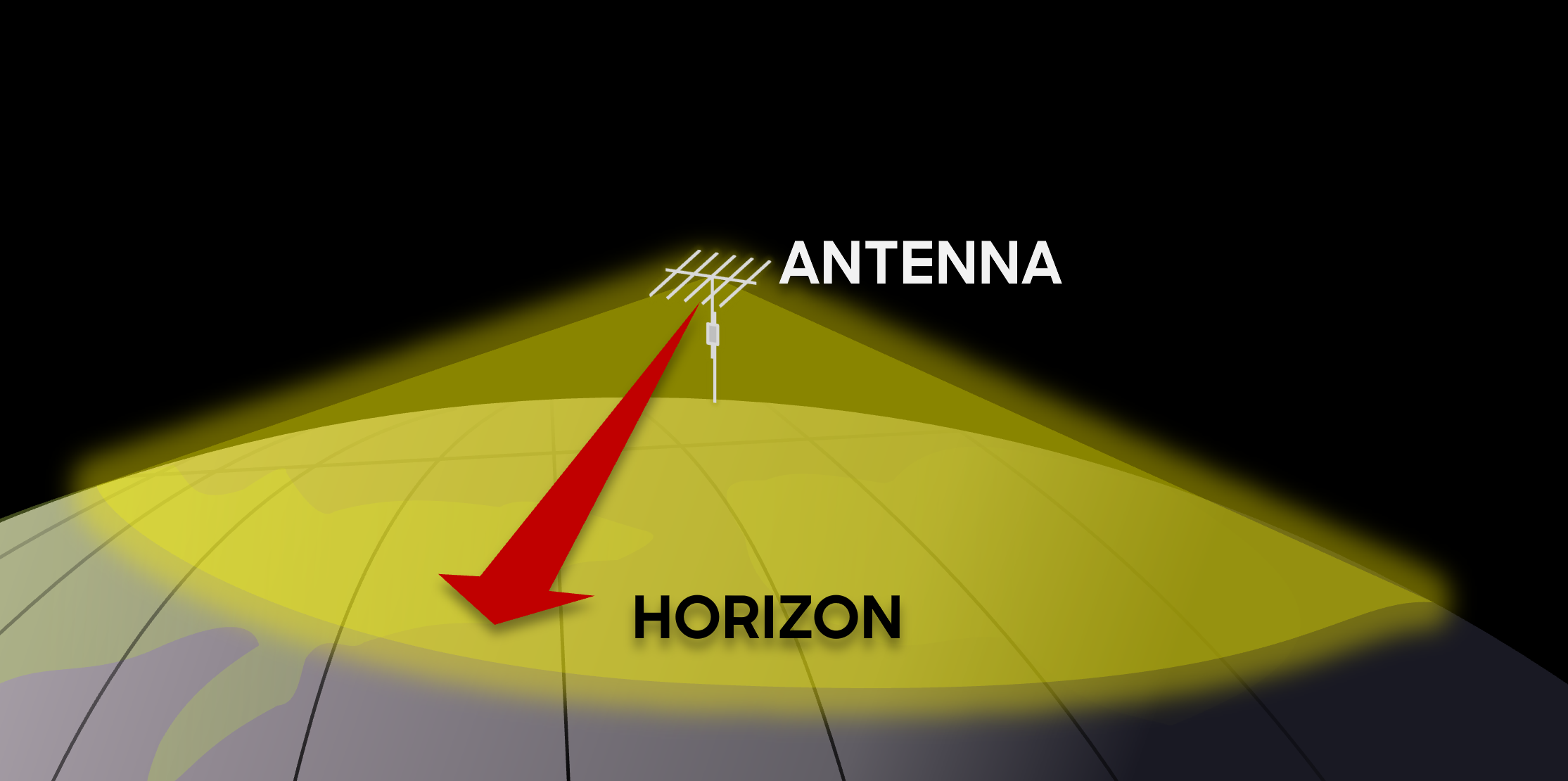
Az EHF hullámok terjedése kizárólag a látóhatárig lehetséges

A milliméteres hullám (angolul: millimeter wave, röv:MMW) rendkívül magas frekvenciájú (Extremely High Frequency – EHF) elektromágneses hullám. A Nemzetközi Távközlési Unió (ITU) meghatározása szerint a hullámsáv frekvenciája 30-300 gigahertz közötti (1 GHz = 109 másodpercenkénti rezgésszám). E felett az elektromágneses sugárzás alacsony infravörös fénynek tekinthető, ami más néven terahertzes sugárzás. A rádióhullámok hullámhossza ebben a sávban 1-10 milliméter, így kapta a „milliméteres hullám” elnevezést (angol rövidítéssel: MMW). Foton energiája >2•10-23 J; vagy >120 mikro elektronvolt. Az első generátort katonai célokra tervezték rövid hatótávolságú radarokhoz a Szovjetunióban.
Az 1960-as évek végén fedezték fel a milliméteres hullámok biológiai hatásait. A penetráció mélysége a biológiai szövetekbe a felszíntől számítva 0,3-0,5 mm a frekvenciától függően, mert elnyelődik a bőr víztartalmában, valamint a sejtstruktúrák hidrátburkaiban. Napjainkban nagy érdeklődést váltottak ki a milliméteres hullámú technológiákkal kapcsolatos módszertani fejlesztések. Óriási igény mutatkozik a vezeték nélküli (wireless) technológiák iránt. Ebben a sávban az antennák és készülékek kisebb méretben hozhatók létre, mint a társaik, amelyek az alsó mikrohullámú spektrumban működnek. Továbbá nagyon magas adatátviteli sebességgel (max. 4 Gb/s) képesek rövid vagy hosszú távú kommunikációt biztosítani.

## Terjedése

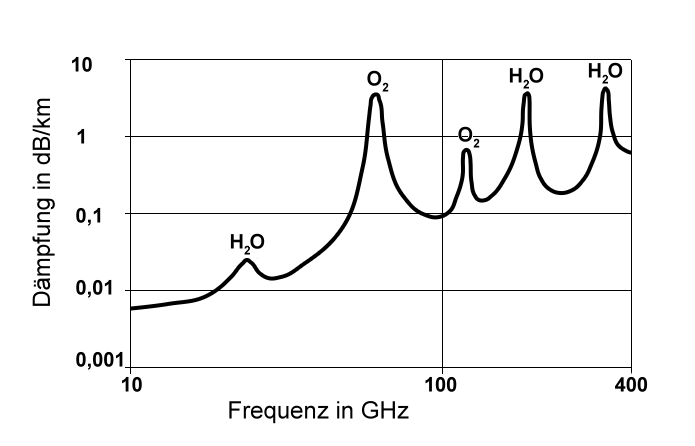
A milliméteres hullámok frekvenciafüggő gyengülése normál atmoszférában

Kizárólag egyenes vonalban (optikai rálátás) terjed a milliméteres hullám. A hullámok megtörhetnek, visszatükröződhetnek, vagy elnyelődhetnek a légkörben és a természetes vagy mesterséges akadályokon. Általában nem terjednek a horizonton túl vagy akadályok mögött. Összehasonlítva kisebb hullámsávokkal, a rádióhullámok ebben a sávban magas légköri abszorpciót mutatnak; elnyelődnek a légköri gázokban. Ezért rövid hatótávolságúak, és csak akkor használhatók a földi kommunikációban, ha a távolság körülbelül egy kilométer. Különösen az 57-64 GHz-es régióban vannak kitéve a jelek a levegőben való elnyelődésnek, mert az oxigénmolekulák rezonanciája erősen csökkenti a terjedést. Még a viszonylag rövid távolságokon is, esőben a jelerősség csökkenése komoly problémát okozhat. A éghajlattól függően, kivéve a sivatagokat az abszorpció miatt a páratartalom is hatással van a terjedésre. A jelerősség csökkenése 16 dB/km oxigén-indukálta abszorpció 60 GHz-nél.
Míg ez a abszorpció (oxigén, vízgőz) korlátozza a lehetséges kommunikációs távolságot, a hullám természete lehetővé teszi a kisebb frekvenciák esetén, hogy a jel újrafelhasználható legyen mások által. A kis hullámhossz miatt szerény méretű antennák, melyeknek kis nyílásszöge van, tovább növelik a hullám újrafelhasználhatóságának lehetőségeit. A 60 GHz-es frekvenciájú, széles sávú, rövid hatótávolságú kommunikáció hálózatok már használatosak, mint például a WirelessHD Interest Group és a WiGig technológiában. Nagyon magas adatátviteli sebesség (max. 4 Gb/s) érhető el. Az utóbbi időben több, a világban vezető kutatócsoport kutatásának középpontjába az emberi test antennakénti felhasználása és az integráció a már meglévő telekommunikációs eszközökkel, kiemelt területté vált az innovatív IT kutatásban.

## Alkalmazások

### Orvostudomány

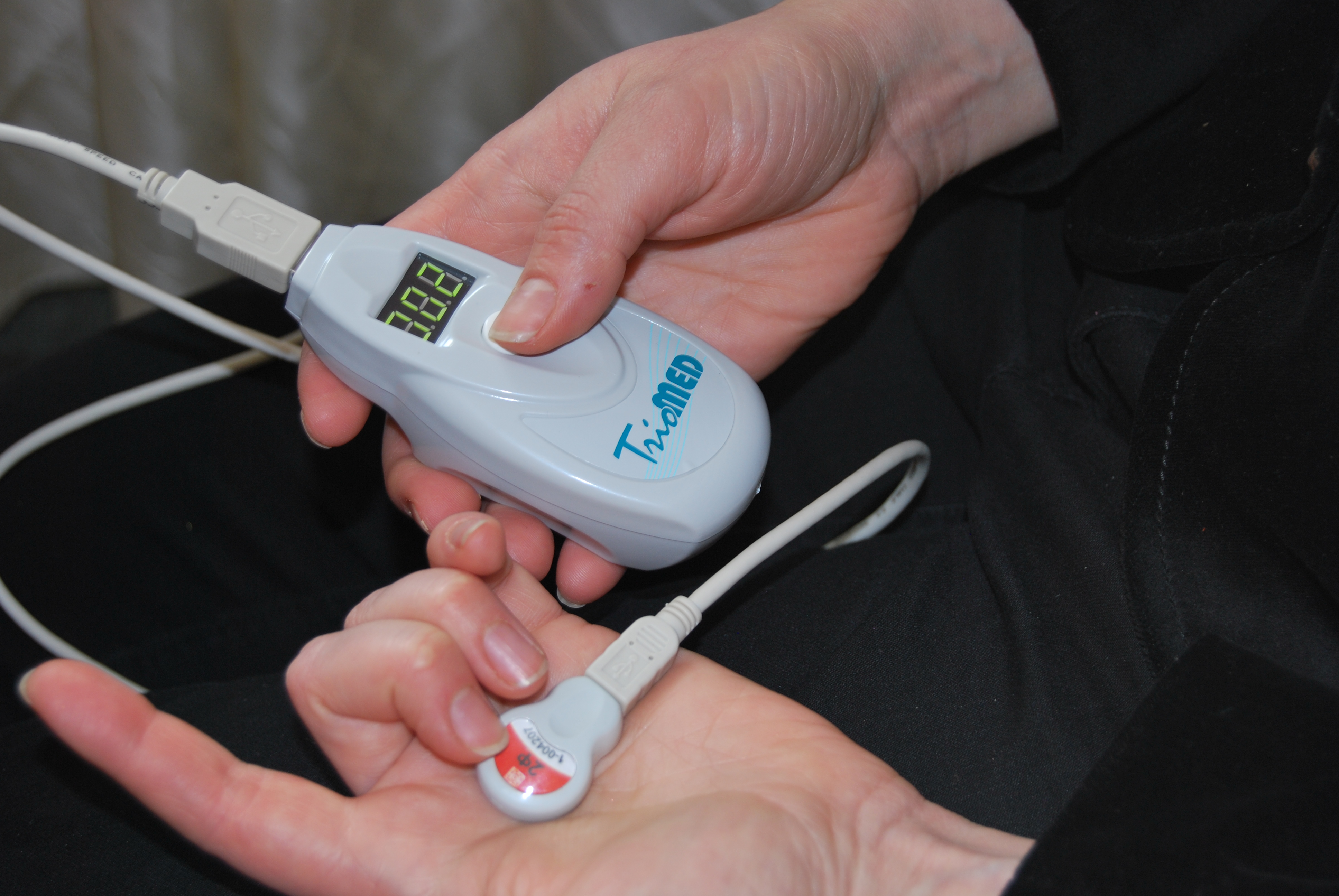
Triomed II. (Szentpétervár) készüléket betegségek kezelésére használják a milliméteres, és a rövidhullámú fizikoterápiákban

Széles körben használják a Szovjetunió utódállamaiban az alacsony intenzitású (rendszerint 10 mW/cm² vagy kevesebb) elektromágneses sugárzást rendkívül magas frekvencián (EHF-terápia), amit (különösen a 40-70 GHz-es tartományban, ami megfelel a 7,5-4,3 mm-es hullámhossznak) a humán gyógyászatban sokféle betegség kezelésére használják.
Ezt a terápiás eljárást nevezik milliméteres hullámú terápiának, vagy rendkívül magas frekvenciájú (EHF) terápiának. Több mint 10 000 eszközt használnak „milliméteres hullám terápiára” világszerte, és dokumentáltan, több mint egymillió embert sikeresen kezeltek. 1992-ben alakult a Russian Journal Millimeter Waves című folyóirat, amely fő profilja a klinikumban alkalmazott milliméteres hullámú terápiával kapcsolatos anyagok közlése. Több száz tudományos közleményt tesznek közzé évente.

#### Kölcsönhatásai az emberi testtel
A lehetséges bioelektromos és mágneses kölcsönhatások mechanizmusai nem teljesen tisztázottak.

### Tudományos kutatás

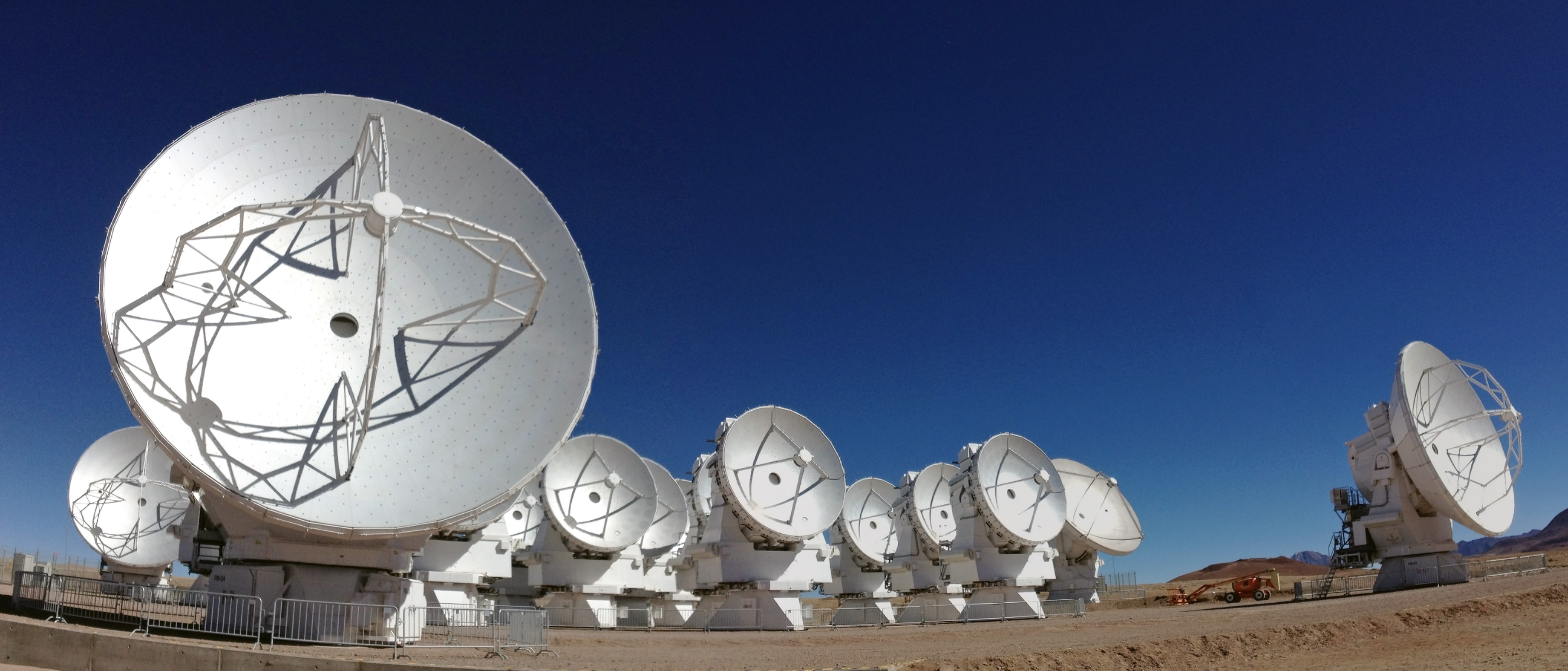
Az Atacama Large Millimeter Array (ALMA) rendszer részeként milliméteres hullámhosszú rádióteleszkóp épül Chilében, az Atacama Compact Array

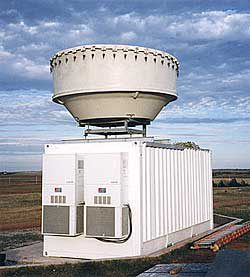
Milliméteres hullámtartományú felhőradar

A milliméteres hullámokat gyakran használják a rádiócsillagászatban és a távérzékelésben. Földi rádiócsillagászatra korlátozódik használatuk, nagy magasságban, mint a Kitt Peak és Atacama Large Millimeter Array (ALMA), mivel a légköri abszorpciós feltételektől függ. A műhold alapú távérzékelő közel 60 GHz-en képes a légkör hőmérsékletét meghatározni a felső rétegekben a kibocsátott sugárzás mérésével, az oxigén-molekulák hőmérséklet és a nyomás összefüggései alapján.
Az ITU nem kizárólagos passzív frekvenciakiosztása az 57-59,3-on, használják légköri viszonyok megfigyelésére a meteorológiai és éghajlati érzékelő alkalmazásakor, és fontos, hogy ezek az alkalmazások képesek a Föld légkörében az oxigén abszorpciós és emissziós tulajdonságait meghatározni. Jelenleg a működő amerikai műholdas érzékelők, mint például az Advanced Microwave Sounding Unit (AMSU) egy NASA műholdon az (Aqua) és négy NOAA (15-18) műhold és a Special Sensor Microwave Imager Sounder (SSMI / S), a Védelmi Minisztérium műholdas F-16-osai használják ezt a frekvenciatartományt.

### Fegyverrendszerek
Milliméteres hullámhosszú radart használnak a rövid hatótávolságú tüzelő rendszerek vezérlésére, ez a tankokon, repülőgépeken, automata fegyvereken (CIWS) és a haditengerészet hajóin a beérkező, támadó fegyverek, rakéták elhárítására alkalmazzák. A milliméteres hullámok hullámhossza lehetővé teszi számukra, hogy nyomon kövessék a pályáját a kilőtt lövedékeknek, valamint a cél pályáját is, így ez lehetővé teszi a számítógépes tűzvezető rendszer segítségével a célra vezetést.
A Raytheonnal a US Air Force kifejlesztett egy nem halálos fegyver-rendszert az Active Denial Systemt (ADS), amely sugárnyalábot bocsát ki (hullámhossza: 3 mm). A fegyver állítólag nem veszélyes, és nem okoz fizikai károsodást, de rendkívüli fájdalmat okoz a célszemélyen, aki intenzív égő fájdalmat érez, mintha a bőr megégett volna.

## EHF hullámsávok (ITU)
| Név  | Frekvencia (GHz) | Hullámhossz (mm) | Sáv      |
| ---- | ---------------- | ---------------- | -------- |
| NATO | 30 – 300         | 1 – 10           | K; L; M; |
| IEEE | 110 – 300        | 2,73 – 1         | Ka; V; W |